# ハンガロリンク
ハンガロリンク (Hungaroring) はハンガリーの首都ブダペスト郊外にあるサーキット。現地ではフンガロリンクと発音する人が多い（オンガロリンクとも）。全長4.381Km。
1986年より東欧の国としては初めてのF1レースである、ハンガリーGPの舞台となっている。また、1990年と1992年には2輪のハンガリーGPも開催された。

## 概観、施設
1985年着工。元々丘陵地だった場所を切り開いて建設した事もあり、高低差が非常に大きいのも特徴。そのため鉢の中にサーキットがあるような独特な形をしており、どの観客席からもサーキットのほぼ全面を見渡すことができる。周りにある小高い丘から飛散する砂埃がコース上にたまりやすく、ハンガロリンクの特徴の1つと言える埃っぽい路面が形成される。
サーキット入り口の公園には歴代F1チャンピオンとハンガリーGP開催に大きく関わったバーニー・エクレストンの銅像が並ぶエリアがある。また大型レジャープールも開園した。

## コースレイアウト
コントロールラインを通過すると、急激に下りながら鋭角なヘアピンとなった1コーナーへ。搬入通路のアンダーパスを下り、緩い左ヘアピンを通過。すぐに右90度ターンを迎えて高低差の激しいアップヒルストレートへ。スピードを生かしたまま、ハンガロリンクでも屈指の難コーナーであるブラインドとなった超高速の4コーナーを通過し、スピードを殺さずに右に大きく回り込む5コーナーへ。ここからは上り坂が続き、右→左のシケインを通過する、W字になった連続中速コーナーを抜ける。2003年に改修されたダウンヒルストレートから右90度の12コーナーを通過。左→右と続く連続180度ターンをまわって1周となる。
低速コースと言われているが、低速コーナーばかりという事ではなく、アップヒルストレートからの左の高速4コーナーやアクセル全開で抜けるW字コーナーの出口である10コーナー、その直後の右に切れ込む11コーナーなど高速コーナーも3箇所存在する。アレクサンダー・ヴルツ曰く、1つのコーナーでミスをすると3つ4つ先のコーナーまでも確実にタイムが食われると語っている。

### 度重なる改修
当初は全長4km足らずのコースに20以上のコーナーが点在する低速コースで、1986年のF1初開催時には予選トップの車両の平均速度は時速161kmだった。これは同シーズンのF1で、モナコ、デトロイトの各市街地コースに次ぎ3番目に遅い記録だった。ホームストレートが500m弱と非常に短く、最終コーナーと1コーナーの曲率半径が全く同じという珍しい形だった。アップヒルストレートから続く現在の4コーナーは、少し右に切り返しつつ、左に曲がるため、今よりも通過速度が遅い。旧11コーナーを出るとすぐに右→左のシケインとなっており、斜めに走って現在の13コーナーに合流していた。
2時間ルールに抵触した事もあり、平均速度上昇のために1989年に3コーナー周辺のシケインを廃止。2003年にホームストレートを200m以上延長し1コーナーを鋭角なヘアピンに。アップヒルストレートエンドの4コーナーは2つのコーナーから1つの高速コーナーへ。コース後半部のインフィールドエリアのレイアウトを変更し、短いストレートを設置する大改修を行い、2009年にはF1の平均速度が200km/hほどになった。F1でのオーバーテイクは他の近代サーキット同様非常に難しく、真夏の開催であるためドライバーの身体的負担も高いとされる。

1986-1988年
1989-2002年
2003年-

## 過去のF1レース
低速サーキットのハンガロリンクでは、思わぬ波乱が起こる事も多い。特にコースが改修された2003年以降は波乱が多く起こり、2002年から2008年まで毎年、ハンガリーGPの勝者は変わっている。デイモン・ヒル、フェルナンド・アロンソ、ジェンソン・バトン、ヘイキ・コバライネン、エステバン・オコン、オスカー・ピアストリとここで初優勝を挙げた者も多い。予選重視という事でポールシッター有利と思われがちであるが、これまでのハンガリーGPのポールシッターは36戦16勝であり、勝率がかなり低い。非常に抜きにくいサーキットであることが影響し、無理な戦略で押し通せてしまったり、事故などにより偶然トップを走ることになったドライバーが最後まで1位を守り切るというケースも多い。

### 1980年代
1986年にはウィリアムズのネルソン・ピケとロータスのアイルトン・セナ、1988年にはマクラーレンのチームメイト、セナとアラン・プロストが抜き合いを演じた。第3コーナーのシケインが撤去された1989年は、ナイジェル・マンセルが予選12位から追い上げて優勝し、周囲を驚かせた。マンセルは改修された第3コーナーの脱出速度が高く、続くストレートの終わりまでの区間で前車を追い越すことを成功させた。

### 1990年代
1992年のレースでは、同年のF1を圧倒的な成績で支配していたナイジェル・マンセルが2位に入り、自身初のワールドチャンピオンを確定させた。優勝はアイルトン・セナ。
1997年はアロウズ・ヤマハのデイモン・ヒルがトップを独走。優勝かと思われた残り2周でギアボックスが故障。2番手追走のジャック・ヴィルヌーヴがアップヒルストレートでダートにはみ出しながらヒルをオーバーテイクし、そのままフィニッシュ。ヒルの優勝は露と消えたが2位表彰台を獲得し、アロウズとヤマハエンジンの最高位を更新した。
1998年はレース序盤からマクラーレンがワンツーを形成するが、3位を走っていたミハエル・シューマッハがピットストップを3回に増やし、代わりに燃料搭載量が少なく、柔らかいタイヤを履いた状態でハイペースを維持する戦略をとった。この作戦が当たり、2ピットだったマクラーレン勢を逆転して優勝を果たす。

### 2000年代
コースが大改修された2003年のレースはフェルナンド・アロンソがポール。ウィリアムズの2台がスタートに失敗し、ルーベンス・バリチェロはショートカットでマーク・ウェバーを前に出す。2番手となったウェバーは後方を抑え、トレイン状態となり3番手以下は抜くに抜けない展開に。独走状態となったアロンソはそのままキャリア初優勝を果たした。
2006年はハンガリーGP史上初のレインレースに。雨でラインの自由度が増し、序盤からオーバーテイクが大量に見られた。トップを独走するアロンソがホイールナットが外れて2コーナーを曲がれず、コースアウトしリタイア。14番手からオーバーテイクを重ねて追い上げたジェンソン・バトンがキャリア初優勝。第3期ホンダも初優勝となる。
2008年は3番手スタートのフェリペ・マッサがスタートダッシュに成功し一気にトップへ。そのまま独走で優勝かと思われたが残り3周、ホームストレートでまさかのエンジンブローを喫し涙を飲む。2番手追走のヘイキ・コバライネンがキャリア初優勝。
2009年は予選Q2でマッサの前を走っていたバリチェロのマシンからこぼれた約800ｇのスプリングがマッサのヘルメットの左バイザーの付近に直撃、その衝撃でマッサは気を失い時速270ｋｍ/h近いスピードでタイヤバリアに衝突し、頭蓋骨の損傷や脳震盪などにより緊急手術が行われ、翌日の決勝レースは欠場。フェラーリはキミ・ライコネンの1台体制となった。これを受けQ3ではバリチェロと同じマシンに乗るバトンの車を緊急点検。また、予選終了間際にタイミングモニターが突如落ちるというハプニングに見舞われて、予選順位が全く把握できない状態となりドライバー同士でタイムを確認し合う光景が見られた（この時のPPはアロンソ）。決勝ではポールのアロンソが抜群のスタートを見せるも、一回目のピットストップ時に左フロントのホイルカバーのピンが締まりきっていない状態でピットアウトさせたため、コース上でタイヤが脱落してしまった（アロンソはそのままリタイア）。優勝は予選4番手からKERSのロケットスタートを利用しアロンソのリタイアでそのまま独走状態となったルイス・ハミルトン。また、前戦でポール・トゥ・ウィンを果たしたマーク・ウェバーが自身初のファステストラップをマークした。このGPのあと、マッサのヘルメットを作っていたシューベルト社はバイザー部分を強化、代役予定のシューマッハがそのヘルメットを使い代役に向けた準備が進められていた。

### 2010年代
2010年のレースはレッドブルが予選を圧倒。ポールはセバスチャン・ベッテル。2番手にウェバーがつけた。スタートで3番手のアロンソがウェバーをパスし2番手へ。しかしコースライン上にデブリーが落ちたためセーフティーカーが入る。ところが、これがピットインのタイミングと重なってしまったため、ピットは大混乱となり、ロバート・クビサとエイドリアン・スーティルが交錯事故。ニコ・ロズベルグはタイヤのナットが外れてピットロードでタイヤが外れるハプニングが起こった。ウェバーはピットを引き延ばし、トップへ立つ。リスタート時にベッテルは先頭を行くウェバーから大きく離れた。この事が10車身ルールに抵触するとしてベッテルにドライブスルーペナルティが出る。レースはそのままウェバーが優勝。3番手に落ちたベッテルはアロンソを抜きあぐねて3位。自らのミスで勝利を逃す苦いレースとなる。レース終盤ではシューマッハがバリチェロにオーバーテイクされる際にピット脇のコンクリートウォールまで数センチの所まで幅寄せを行い、レース後大問題となる。バリチェロは芝生にタイヤを落としながらもオーバーテイク。シューマッハのこの行為は各方面から激しい非難を浴び、次戦予選10グリッド降格処分を受けた。
2011年のレースは、不安定な天候のためタイヤ戦略を非常に難しいものになり、5ストップの作戦に出るドライバーも現れた。さらにハミルトンやベッテルがリード中にスピンする場面も見られた。そんな中天候を読み当てた3番手スタートのジェンソン・バトンがハンガリーGP2勝目を挙げた。バトンにとってはこのレースが自身200戦目であり、初優勝の舞台での記念すべき勝利となった。
2012年、2013年は2年連続でハミルトンがポール・トゥ・ウィンを飾り、ハンガロリンクでの勝利数をシューマッハに並ぶ歴代最多タイの4勝とした。ハンガロリンクでの連勝は1999年、2000年のミカ・ハッキネン以来となる。2016年、3年ぶりに5勝目を挙げ単独トップとなった。この年の予選はQ1で雨のため4度も赤旗が出される荒れた展開となり11人が107%ルールに抵触したが、「例外的な状況」と判断されたため全車決勝に出走できた。

### 2020年代
2021年、決勝開始前に降り出した雨によりウエット宣言が出され、全車インターミディエイトでのスタートとなった。だが、1周目のターン1でバルテリ・ボッタスがウェット路面でのブレーキミスで他車に追突し、ランス・ストロールもそのあおりでコントロールを失い彼も他車に追突し、2台が原因の多重クラッシュが発生。多数のデブリやリタイアした車両が発生したことから、レースは赤旗中断となる。事故を回避したポールポジションのハミルトンだったが、再スタート時に他全車がピットに入りドライタイヤへの交換を決断したのに対し、ハミルトンのみタイヤ交換を選択せずスタートグリッドに１台だけ並ぶという異様な光景の中で再スタートが切られた。結果的にハミルトンのこの選択は失敗となり最後尾へ転落（当人はレース中の追い上げにより3位でチェッカーを受けている）、クラッシュを回避し2番手となっていたエステバン・オコンが首位へ浮上。オコンはそのまま逃げ切り初優勝のチェッカーを受けた。

## 備考
- ロードレースにおいては、WGP初開催の1990年には、マイケル・ドゥーハンが自身のWGP初勝利を500ccクラスで記録した。
- 2004年にミハエル・シューマッハがハンガロリンクを制し、その年のチャンピオンになったが、それ以降13年にわたりその年のハンガロリンクを勝利したドライバーは年間チャンピオンになっていないという奇妙なジンクスも生まれている。しかし2018年にハンガロリンクで優勝したルイス・ハミルトンがこの年のチャンピオンに輝き、このジンクスに終止符が打たれた。